# Tehetség első látásra
A Tehetség első látásra az amerikai Game of Talents formátumon alapuló vetélkedő, amelynek az a lényege, hogy két játékospár egymás ellen játszik. Külföldön a Fremantle, hazánkban az UFA Magyarország gyártja. A vetélkedő műsorvezetője Istenes Bence.
Az első évad 2022. szeptember 4-én indult az RTL-en.

## Történet
A műsor jelentkezését 2022. február 28-án jelentette be az RTL. A műsor időpont bejelentése a több tehetségesek is vannak (pl: szabadulóművész, akrobata, késdobáló, tűznyelő, táncos, mesemondó, jazz gitáros).
A műsor időpontját 2022. augusztus 9-én bejelentették, miszerint szeptember 4-én kezdi az első évadát.

## Epizódok
| Évad | Évad | Részek száma | Részek száma       | Első adás           | Utolsó adás      | Műsorvezető   | Eredeti adó |
| ---- | ---- | ------------ | ------------------ | ------------------- | ---------------- | ------------- | ----------- |
|      | 1.   | 8            | 6                  | 2022. szeptember 4. | 2022. október 9. | Istenes Bence |             |
| 2    | 1.   | 8            | 2022. november 13. | 2022. november 20.  |                  | Istenes Bence |             |

## Sztárjátékosok
| Adás | Vendégek       | Vendégek         |
| ---- | -------------- | ---------------- |
| 1.   | Gáspár Laci    | Puskás Peti      |
| 2.   | Hargitai Bea   | Manuel           |
| 3.   | Megyeri Csilla | Lakatos Levente  |
| 4.   | Frohner Ferenc | Józan László     |
| 5.   | Rácz Jenő      | Fördős Zé        |
| 6.   | Szabados Ágnes | Kabát Péter      |
| 7.   | Nagy Ervin     | Scherer Péter    |
| 8.   | Csonka András  | Tóth-Hódi Pamela |

## Nézettség
| Epizód  | Vetítés              | Teljes lakosság (+4) | Teljes lakosság (+4) | Teljes lakosság (+4) | Célközönség (18–59) | Célközönség (18–59) | Célközönség (18–59) | Forrás |
| Epizód  | Vetítés              | AMR (fő)             | SHR (%)              | Heti helyezés        | AMR (fő)            | SHR (%)             | Heti helyezés       | Forrás |
| ------- | -------------------- | -------------------- | -------------------- | -------------------- | ------------------- | ------------------- | ------------------- | ------ |
| 1. adás | 2022. szeptember 4.  | 453 926              | 11,7                 | 14.                  | 234 913             | 12,4                | 10.                 | [ 7 ]  |
| 2. adás | 2022. szeptember 11. | 380 889              | 9,5                  | 15.                  | 186 102             | 9,4                 | 14.                 | [ 8 ]  |
| 3. adás | 2022. szeptember 18. | 361 315              | 8,5                  | 14.                  | 194 358             | 9,1                 | 11.                 | [ 9 ]  |
| 4. adás | 2022. szeptember 25. | 395 682              | 9,1                  | 15.                  | 220 084             | 10,1                | 13.                 | [ 10 ] |
| 5. adás | 2022. október 2.     | 431 946              | 9,9                  | 17.                  | 234 524             | 10,5                | 16.                 | [ 11 ] |
| 6. adás | 2022. október 9.     | 414 580              | 9,6                  | 14.                  | 217 413             | 9,8                 | 11.                 | [ 12 ] |
| 7. adás | 2022. november 13.   | 352 463              | 7,9                  | 15.                  | 169 612             | 7,6                 | 17.                 | [ 13 ] |
| 8. adás | 2022. november 20.   | 374 903              | 8,2                  | 19.                  | 195 789             | 8,2                 | 21.                 | [ 14 ] |